# Bodenreform in Österreich
Angelegenheiten der Bodenreform, „insbesondere agrarische Operationen und Wiederbesiedelung“, war nach Artikel 12 Absatz 1 Ziffer 3 des österreichischen Bundes-Verfassungsgesetzes (B-VG) bis zum 31. Dezember 2019 in der Grundsatzgesetzgebung Angelegenheit des Bundes. Zur Ausführungsgesetzgebung und Vollziehung waren die Länder zuständig. Seit 2020 liegt die Kompetenz gemäß Artikel 15 Absatz 1 B-VG bei den jeweiligen Bundesländern.
Der österreichische Verfassungsgerichtshof definiert den Begriff seit dem Jahr 1931 in ständiger Rechtsprechung als „Aktionen auf dem Gebiet der Landeskultur, durch welche die gegebenen Bodenbesitz-, Benützungs- und Bewirtschaftungsverhältnisse den geänderten sozialen oder wirtschaftlichen Bedürfnissen entsprechend einer planmäßigen Neuordnung oder Regelung unterzogen werden“.
Unter den Begriff Bodenreform fällt daher in Österreich eine ganze Reihe von Maßnahmen, hauptsächlich
- Grundzusammenlegungsverfahren (in den beiden Ausprägungen „Zusammenlegung“ als größeres und „Flurbereinigung“ als kleineres Verfahren)
- Bringungsrechtsverfahren (zur Erschließung land- oder forstwirtschaftlich genutzter Grundstücke)
- Servitutenablösungs- und -regulierungsverfahren
- Teilung und Regelung des Besitzes von Agrargemeinschaften

Bodenreformangelegenheiten werden in den österreichischen Bundesländern von den eigens dafür eingerichteten Agrarbehörden – also nicht von den Behörden der allgemeinen staatlichen Verwaltung – vollzogen.
Die „Wiederbesiedelung“ der ehemaligen Regelung in Art 12 Abs. 1 Z 3 B-VG betraf die Wiederherstellung bäuerlicher Strukturen nach dem Ersten Weltkrieg (vgl. Wiederbesiedlungsgesetz) und ist derzeit praktisch gegenstandslos.